# Vila Graciosa (São Tomé)
Vila Graciosa é uma aldeia de São Tomé e Príncipe, localiza-se ao Norte, no Distrito de Lembá, ilha de São Tomé, próxima às localidades de Aguã Coimbra, Aguã Sampaio, Monte Carmo, Boa Esperança e Morro Vigia.